# Малая Пельпахта
Малая Пельпахта — деревня в Бабаевском районе Вологодской области.
Входит в состав Борисовского сельского поселения (с 1 января 2006 года по 13 апреля 2009 года входила в Новолукинское сельское поселение), с точки зрения административно-территориального деления — в Новолукинский сельсовет.
Расстояние до районного центра Бабаево по автодороге — 91 км, до центра муниципального образования села Борисово-Судское по прямой — 22 км. Ближайший населённый пункт — Большая Пельпахта.
По переписи 2002 года население — 2 человека.